# Cavenago di Brianza
Cavenago di Brianza är en ort och kommun i provinsen Monza e Brianza i regionen Lombardiet i Italien. Kommunen hade 7 361 invånare (2018).